# Kanton Gennes
Kanton Gennes (fr. Canton de Gennes) je francouzský kanton v departementu Maine-et-Loire v regionu Pays de la Loire. Tvoří ho 10 obcí.

## Obce kantonu
- Ambillou-Château
- Chemellier
- Chênehutte-Trèves-Cunault
- Coutures
- Gennes
- Grézillé
- Louerre
- Noyant-la-Plaine
- Saint-Georges-des-Sept-Voies
- Le Thoureil